# Podosphaerasteridae
De Podosphaerasteridae zijn een familie van zeesterren uit de orde van de Valvatida.

## Geslacht
- Podosphaeraster A.M. Clark, 1962